# École des Ingénieurs de la Ville de Paris
La EIVP es l'única "Grande Ecole d'Ingénieurs" francesa especialitzada en Enginyeria urbana. Dependent de la Ciutat de París, aquesta escola d'educació superior és membre de PRES Paris-Est, junt amb l'Ecole des Ponts. El campus està en el 60 de la Rue Rebeval, París. Establerta en 1959 per a formar els funcionaris júnior de París, la EIVP també forma avui joves professionals per al sector privat. Treballa amb les disciplines relacionades amb les ciutats: construcció, urbanisme, transport, medi ambient. Els estudiants estrangers són benvinguts per a una formació curricular d'un o dos anys (via ERASMUS o n+i) o per a cursar pràctiques.